# Ephraim Urbach
Ephraim Urbach (en hebreo: אפרים אלימלך אורבך) (Włocławek, Imperio ruso, 26 de mayo de 1912-Jerusalén, Israel, 3 de julio de 1991) fue un distinguido erudito del judaísmo. Es más conocido por sus obras históricas sobre el pensamiento rabínico, Los Sabios, y por sus investigaciones sobre los Tosafot. Fue candidato a la presidencia en Israel en 1973.
Profesor de Talmud en la Universidad Hebrea de Jerusalén, Urbach fue miembro y presidente de la Academia de Ciencias y Humanidades de Israel.

## Biografía
Ephraim Elimelech Urbach nació en Białystok, Polonia, en el seno de una familia jasídica. Estudió en Roma y Breslau, donde recibió la ordenación rabínica. Emigró a Eretz Israel en 1937. Sirvió como rabino en el ejército británico durante la Segunda Guerra Mundial. También participó en la Guerra de Independencia de Israel en 1948 y, posteriormente, trabajó para varias instituciones educativas antes de unirse a la facultad de la Universidad Hebrea de Jerusalén en 1953.
Urbach murió el 3 de julio de 1991 en el Hospital Hadassah de Jerusalén tras una larga enfermedad. Está enterrado en el Monte de los Olivos, cerca de Menachem Begin.

## Obras publicadas
- Los sabios
- דרשות חז"ל על נביאי אומות העולם ועל פרשת בלעם "Exégesis rabínica sobre los profetas gentiles y el pasaje de Balaam" (hebreo), Tarbitz (25: 1956), Urbach exploró la interpretación de los rabinos sobre Gittin 57a donde Onkelos levanta a Balaam del infierno y concluyó que Balaam no era una referencia a Jesús en el Talmud.[3]

## Premios y reconocimientos
- En 1955, Urbach recibió el Premio Israel de Estudios judaicos.[4]
- En 1983, fue co-receptor (junto con Nechama Leibowitz) del Premio Bialik de pensamiento judío.[5]